# Harold Bissner Jr.
Harold Bissner Jr. (* 25. Oktober 1925 in Pasadena (Kalifornien); † 20. März 2020 ebenda) war ein US-amerikanischer Architekt.

## Biographie
Bissner wurde als Sohn des Architekten Harold Senior und Dorothy (geb. Douglas) Bissner  geboren. 1942 musterte er unter falscher Angabe seines Alters zur US Navy auf die USS Buchanan. In der US Navy machte er seinen Highschool-Abschluss. 1947 heiratete er Lucille Kaufman (* 1925), 1976 wurde die Ehe geschieden.

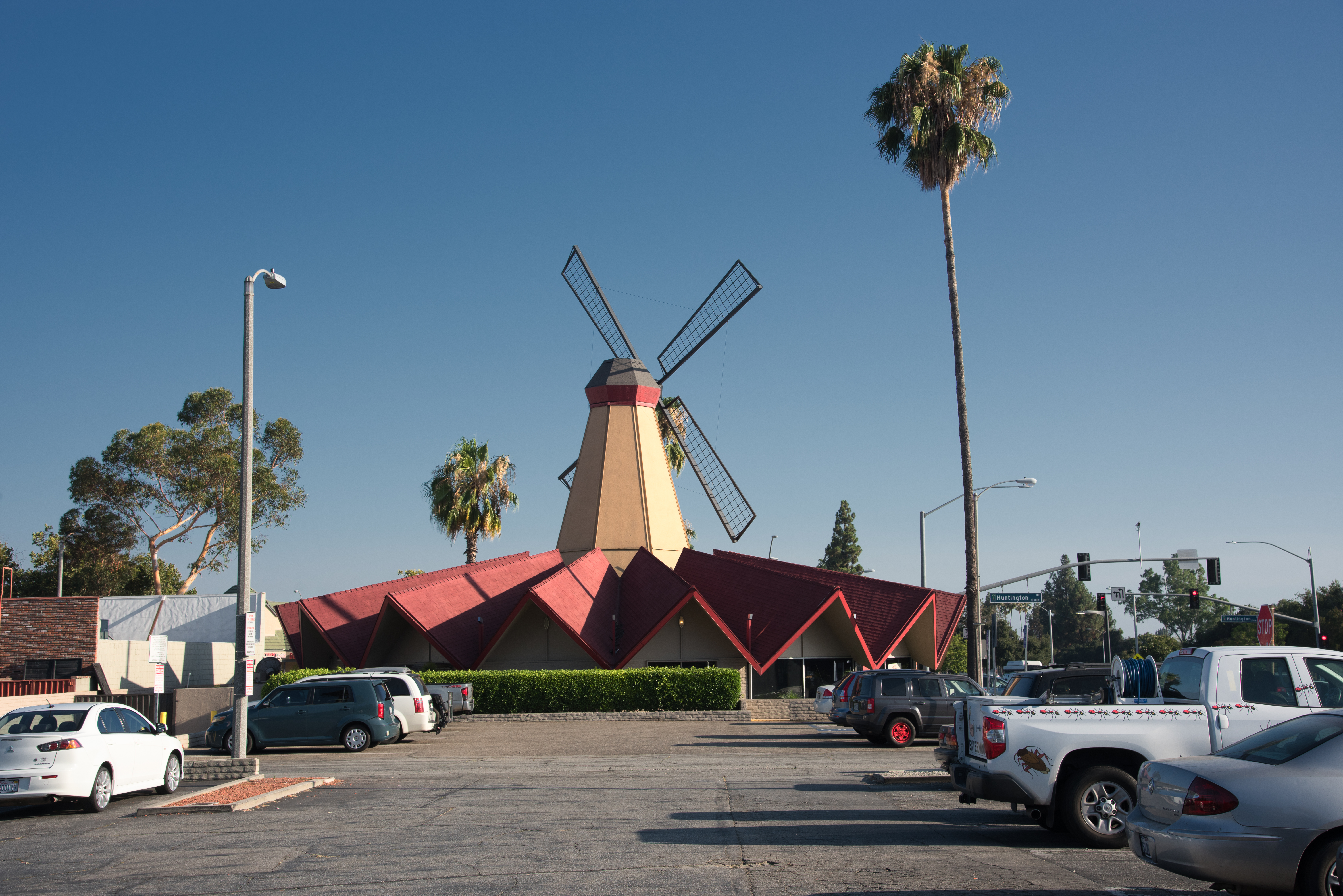
Van De Kamp’s Restaurant

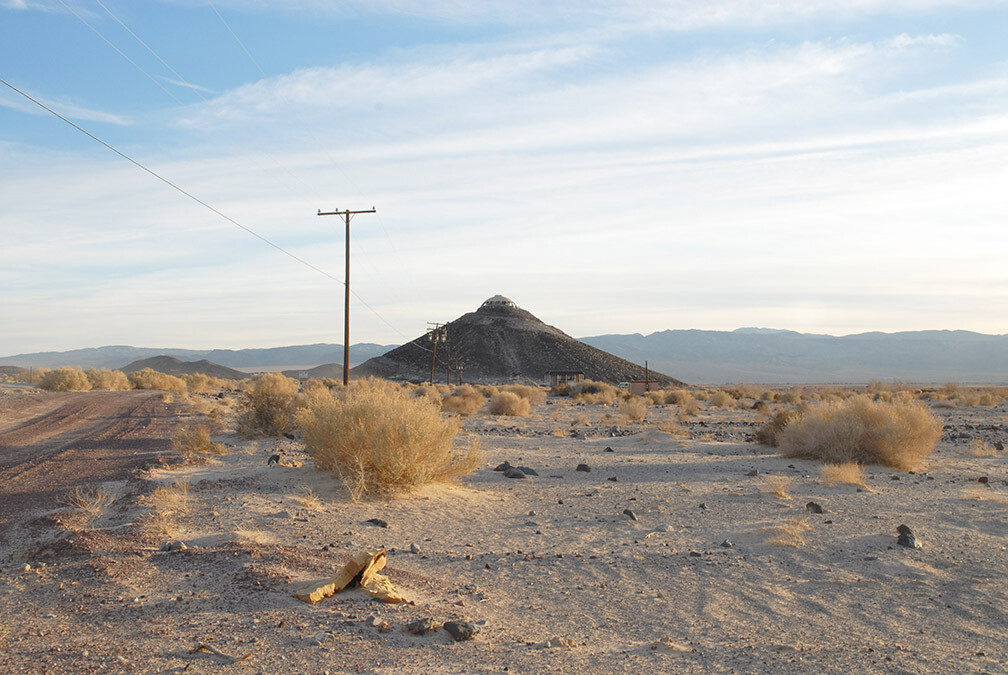
Volcano House in Newberry Springs

Nach dem Krieg wurde er Architekt und arbeitete bis 1951 mit seinem Vater zusammen.
Ab 1953 arbeitete er mit John E. Nyberg und gründete mit ihm das Architekturbüro Nyberg and Bissner. Ab 1959 kam Jim Burns hinzu. Bissner wurde bekannt durch die ikonischen Gebäude von Van De Kamp’s Holland Dutch Bakers and Restaurants, Baskin-Robbins Ice Cream Company Worldwide, JBL/Harman International Speakers und Royal Industries.

## Werke (Auswahl)
- Van De Kamp's Restaurants. Zusammen mit Nyberg entwarf Bissner die ikonischen Restaurants mit ihren charakteristischen Windmühlen und gefalteten Dächern.[4][5]
- Volcano House (The Cinder Cone house), ein Haus auf einem erloschenen Vulkankegel in Newberry Springs, Kalifornien.[6][7]
- Bissner House, sein eigenes Haus in South Pasadena.[8]